# Airbus A320
A320-familien består af flymodellerne Airbus A318, A319/baby bus og A320 og A321, der er to-motorer narrow-body kort- til mellemdistance passagerfly udviklet og produceret af Airbus. A320 blev fremvist første gang i marts 1984 og havde sin jomfryflyvning i februar 1987 og blev taget i brug af Air France i april 1988. A320 blev efterfulgt af den længere A321 (leveret første gang i 1994), den kortere A319 (april 1996) og den endnu kortere A318 (juli 2003). A320 var det første passagerfly, der benyttede fly-by-wire og flyene har været pionér indenfor en række nye teknologier til moderne passagerfly.
A320-familien er den vigtigste model for Airbus, og blev i oktober 2019 det mest sælgende passagerfly nogensinde. Pr. marts 2023 er der modtaget ordrer på 16.873 A320'ere og leveret 10.798 fly.
A320-familien er den direkte konkurrent til Boeings lige så populære 737-serie.

## Historie og produktion

### Udvikling
A320 blev udviklet efter Airbus' succes med wide-body-flyet A300. Målet var et fly, der kunne erobre andele i det lukrative marked for mellemstore passagerfly, der indtil da var domineret af to Boeing-modeller, den ældre, men på tidspunktet stadig meget udbredte, 727 samt den nyere 737.
Programmet blev skudt i gang i marts 1982, og første flyvning blev gennemført den 22. februar 1988, hvorefter Air France modtog den første maskine måneden efter. De første fly var A320-100, men kun få blev produceret, da man skiftede til A320-200 kort tid efter. Betegnelsen -200 bruges sjældent, og der refereres generelt bare til flyet som A320.
Den blev det første passagerfly, der introducerede fly-by-wire-teknologien, hvilket betyder, at de hydrauliske kontrolflader på vingerne og halen styres udelukkende via elektroniske signaler, og ikke er direkte hydraulisk eller mekanisk forbundet, som ellers var mest brugt på den tid. Rent EFIS-glascockpit er også standard, og alt styres gennem computere, hvilket affødte en del mistillid, især fra de "gamle" piloter, der svor til analoge instrumenter. Det har da også krævet en masse træning og procedureudvikling at få standarden op på tilfredsstillende niveau, og de fleste systemer har to til tre separate backup-løsninger i tilfælde af udfald.
Airbus A320-familien bliver samlet på fabrikkerne i enten Hamborg, Tyskland (A318, A319 og A321), eller Toulouse, Frankrig (A320), men delene fabrikeres over det meste af Europa, og resten af verden. Senest er en aftale blevet underskrevet i Kina om lokal samling af A320-fly til kinesiske flyselskaber. Der produceres over 30 fly om måneden af hele familien, og med nye samlehaller er planen, at produktionen skal nå 40 om måneden inden for få år.
Pr. maj 2009 er der samlet set afgivet bestillinger på over 6.000 fly, hvoraf de 3.800 er blevet leveret.

### Nye versioner
A321 blev annonceret kort efter lanceringen af originalen, A320, i november 1989. Idéen bag hele A320-familien var, at der skulle være mindst mulig forskel på modellerne, så operatørerne kunne gøre brug af både piloter, teknikere og reservedele på alle fly. A321 er således en forlænget udgave, der er 6,93 meter længere end originalen, og har forstærket landingsstel, lidt større hjul og kraftigere motorer pga. den øgede vægt. Vingen er også en anelse modificeret, mens cockpittet er næsten identisk med A320.
Den første A321-100 havde samme brændstofkapacitet som A320, men pga. den øgede vægt, fik den dermed en kortere rækkevidde. Dette blev ændret med A321-200-modellen fra 1996, som fik lidt kraftigere motorer, og ikke mindst en 2.900 liters ekstra centertank.
A321LR der er Airbus langtrækkende nye flytype i A320 klassen (LR står for Long Range), fløj sin jomfrutur den 31. januar 2018. Flyet har en rækkevidde på 7.400 km, og kan dermed betjene oversøiske destinationer. Den er tænkt som en direkte konkurrent til Boeings 757-200. Ved den første flyvning var flyet bemalet med både Eiffeltårnet og Frihedsgudinden som en symbolsk markering af distance-potentialet
A319 blev offentliggjort under Paris Airshow i juni 1993, og fløj første gang 25. august 1995. Denne maskine er praktisk taget identisk med A320, med undtagelse af en flykrop, der er 3,73 meter kortere. A319 har været en stor succes, især hos lavprisflyselskaber, hvor bl.a. EasyJet har været en stor aftager.
A318 blev født som en videreudvikling af A319. Oprindelig forsøgte Airbus at udvikle et nyt 100-sæders fly til det asiatiske marked, kaldet AE31X i samarbejde med AVIC i Kina og Singapore Technologies. Projektet blev droppet, men Airbus gik videre med deres eget projekt, oprindeligt kaldet A319M5 (for en A319 minus 5 spanter i flykroppen). Denne model blev annonceret ved Farnborough Airshow i 1998. A318 er 2,39 meter kortere end den i forvejen forkortede A319, og denne korte og lette konfiguration tillader, at operatører kan vælge, om deres fly skal være lette (og dermed billigere i drift), eller have ekstra lang rækkevidde til tyndt benyttede ruter. Da A318 stod overfor at skulle leveres til kunderne, løb det ind i en række problemer. Det største var, at efter terrorangrebet den 11. september 2001 var mange selskaber, der havde bestilt flyet, i dyb krise, og kunne ikke tage imod flere fly. Desuden var der problemer med, at motorerne ikke var økonomiske nok, hvilket krævede nyudviklede motorer, som forsinkede leveringen til de selskaber, der kalkulerede med de nye fly i deres driftsplaner.

### Militærtjeneste og forretningsfly
I oktober 1998 blev den første Airbus A319CJ (CJ for Corporate Jet) rullet ud af samlehallen i Hamborg. Den er i princippet en almindelig A319, men er udstyret med ekstra brændstoftanke, der giver interkontinental rækkevidde, og med en kabine udstyret efter kundens ønske. Som oftest et VIP-layout, der strækker sig fra fx 50 business class-sæder til rene flyvende suiter beregnet til en enkelt person eller familie. Disse benyttes af visse landes militære styrker til transport af kongelige, ministre, andre højtstående embedsmænd, eller i visse tilfælde blot som almindelig persontransport. Andre kunder er firmaer med et stort behov for transport af mange personer, som regel i ledelsen, over lange afstande, eller de udlejes til særlige behov, som fx et band eller et sportshold på turné.
Enkelte flyselskaber har også indkøbt de special-designede A319, oftest benævnt A319LR, og bruges primært på langdistanceruter som rent førsteklasses fly. Den primære forskel fra CJ-modellen er at LR har fire ekstra tanke, hvor CJ har seks. Airbus tilbyder også Corporate Jet-indretning i de andre modeller, men A319, og senest A318, har været de mest populære indtil videre.

## Specifikationer
| Airbus A318 - Længde: 31,45 m - Vingespænd: 34,10 m - Tophastighed: Mach 0,82 - Rækkevidde: 2700 km (dog op til 5950 km i visse udgaver) - Maks. startvægt: 59 – 68 ton - Passagerer: Typisk 107, maks. 117 Airbus A319 - Længde: 33,84 m - Vingespænd: 34,10 m - Tophastighed: Mach 0,82 - Rækkevidde: 3350 km (dog op til 6800 km i visse udgaver) - Maks. startvægt: 64 ton - Passagerer: Typisk 124, maks. 144 | Airbus A320 - Længde: 37,57 m - Vingespænd: 34,10 m - Tophastighed: Mach 0,82 (max 903 km/t ved 27.000 fod) - Rækkevidde: 4800 km (5700 med reduceret vægt) - Maks. startvægt: 77 ton - Passagerer: Typisk 138-150, maks. 180 Airbus A321 - Længde: 44,51 m - Vingespænd: 34,10 m - Tophastighed: Mach 0,82 (max 903 km/t ved 27.000 fod) - Rækkevidde: 4400 km (dog op til 5600 km i visse udgaver) - Maks. startvægt: 93,5 ton - Passagerer: Typisk 170-185, maks. 220 |